# NGC 2872
NGC 2872 est une galaxie elliptique située dans la constellation du Lion. NGC 2872 a été découverte par l'astronome germano-britannique William Herschel en 1784.

## Caractéristiques

### Distance
Sa vitesse par rapport au fond diffus cosmologique est de3 510 ± 25 km/s, ce qui correspond à une distance de Hubble de 51,8 ± 3,6 Mpc (∼169 millions d'al).
À ce jour, six mesures non basées sur le décalage vers le rouge (redshift) donnent une distance de 65,533 ± 19,384 Mpc (∼214 millions d'al), ce qui est à l'intérieur des valeurs de la distance de Hubble. Notons cependant que c'est avec la valeur moyenne des mesures indépendantes, lorsqu'elles existent, que la base de données NASA/IPAC calcule le diamètre d'une galaxie et qu'en conséquence le diamètre de NGC 2872 pourrait être d'environ 31,5 kpc (∼103 000 al) si on utilisait la distance de Hubble pour le calculer. 

## Paire de galaxies
Avec la galaxie spirale NGC 2874, la galaxie NGC 2872 est inscrite dans l'atlas de Halton Arp sous la cote Arp 307. Arp mentionne qu'elles ne sont probablement pas en interaction.